# Psittacula
Psittacula là một chi chim trong họ Psittacidae.

## Các loài
- Psittacula alexandri
- Psittacula bensoni
- Psittacula calthropae
- Psittacula caniceps
- Psittacula columboides
- Psittacula cyanocephala
- Psittacula derbiana
- Psittacula eques
- Psittacula eupatria
- Psittacula exsul †
- Psittacula finschii
- Psittacula himalayana
- Psittacula krameri
- Psittacula longicauda
- Psittacula roseata
- Psittacula wardi †